# 光州站
光州站（：／ Gwangju yeok */?）是光州線的終點車站，位于韓國光州廣域市北區中興洞，有ITX-新村、無窮花號及通勤列車。

## 車站結構
站體為3面6線的混合式月台。

### 月台配置
| ↑ 極樂江           |
| \| ３４ \| ５６ \| |
| 起終着站           |

| 月台    | 路線   | 車種     | 目的地                                              |
| ------- | ------ | -------- | --------------------------------------------------- |
| 1、3、4 | 湖南線 | ITX-新村 | 往 龍山、永登浦、水原、平澤、天安、鳥致院方向       |
| 5       | 湖南線 | 無窮花號 | 往 龍山、永登浦、安養、水原、平澤、天安、鳥致院方向 |
| 5       | 湖南線 | 無窮花號 | 往 光州松汀、木浦方向                               |
| 6       | 慶全線 | 無窮花號 | 往 光州松汀、西光州、光陽、三浪津方向               |

## 历史
- 1922年7月1日：落成使用。
- 1950年：车站毁坏。
- 1969年7月25日：车站改为现址。

## 车站周边
- 全南日报
- 现代百货店

## 相鄰車站
韓國鐵道公社
韓國高速鐵道
長城－光州
光州線
極樂江－光州